# Champions de France de natation en bassin de 50 m du 10 × 100 m nage libre

## 10 × 100 mètres nage libre messieurs
| Championnats | Championnats                                    | 10 × 100 mètres nage libre messieurs | 10 × 100 mètres nage libre messieurs | 10 × 100 mètres nage libre messieurs | 10 × 100 mètres nage libre messieurs | 10 × 100 mètres nage libre messieurs |
| ------------ | ----------------------------------------------- | ------------------------------------ | ------------------------------------ | ------------------------------------ | ------------------------------------ | ------------------------------------ |
| 1931         | Paris Les tourelles                             | Enfants de Neptune de Tourcoing      |                                      |                                      |                                      | 11 min 41 s 0 RF                     |
| 1932         | Marseille Chevalier Roze Sport (25 m)           | Enfants de Neptune de Tourcoing      |                                      |                                      |                                      | 11 min 26 s 0 RF                     |
| 1933         | Paris Les tourelles                             | Enfants de Neptune de Tourcoing      |                                      |                                      |                                      | 11 min 25 s 0 RF                     |
| 1934         | Paris Les tourelles                             | Club des Nageurs de Paris            |                                      |                                      |                                      | 11 min 29 s 8                        |
| 1935         | Bordeaux                                        | Club des Nageurs de Paris            |                                      |                                      |                                      | 11 min 49 s 0                        |
| 1936         | Paris Les tourelles                             | CN Tunis                             |                                      |                                      |                                      | 11 min 34 s 0                        |
| 1937         | Paris Les tourelles                             | Club des Nageurs de Paris            |                                      |                                      |                                      | 11 min 13 s 2 RF                     |
| 1938         | Paris Les tourelles                             | Club des Nageurs de Paris            |                                      |                                      |                                      | 11 min 35 s 4                        |
| 1939         | Paris Les tourelles                             | Club des Nageurs de Paris            |                                      |                                      |                                      | 11 min 09 s 8                        |
| 1940         | non disputé                                     |                                      |                                      |                                      |                                      |                                      |
| 1941         | Toulouse                                        | non disputé                          |                                      |                                      |                                      |                                      |
| 1942         | Villeurbanne                                    | Racing Club de France                |                                      |                                      |                                      | 11 min 35 s 5                        |
| 1943         | Toulouse Paris Les tourelles                    | Racing Club de France                |                                      |                                      |                                      | 11 min 36 s 7                        |
| 1944         | Paris Les tourelles Tourcoing Toulouse Bordeaux | Dauphins du TOEC                     |                                      |                                      |                                      | 11 min 13 s 4                        |
| 1945         | Paris Les tourelles                             | Racing Club de France                |                                      |                                      |                                      | 11 min 03 s 4 RF                     |
| 1946         | Paris Les tourelles                             | Dauphins du TOEC                     |                                      |                                      |                                      | 10 min 48 s 0 RF                     |
| 1947         | Paris Les tourelles                             | Dauphins du TOEC                     |                                      |                                      |                                      | 10 min 44 s 1 RF                     |
| 1948         | Paris Les tourelles                             | Dauphins du TOEC                     |                                      |                                      |                                      | 10 min 55 s 1                        |
| 1949         | Paris Les tourelles                             | Dauphins du TOEC                     |                                      |                                      |                                      | 10 min 49 s 8                        |
| 1950         | Paris Les tourelles                             | Racing Club de France                |                                      |                                      |                                      | 10 min 45 s 0                        |
| 1951         | Bordeaux                                        | Racing Club de France                |                                      |                                      |                                      | 10 min 39 s 3                        |
| 1952         | Paris Les tourelles                             | Racing Club de France                |                                      |                                      |                                      | 10 min 34 s 5                        |
| -----        |                                                 |                                      |                                      |                                      |                                      |                                      |
| -----        |                                                 |                                      |                                      |                                      |                                      |                                      |
| 1980 hiver   | Bordeaux                                        | SFOC                                 |                                      |                                      |                                      | 9 min 07 s 62 RF                     |
| 1980 été     | Brive-la-Gaillarde                              | non disputé                          |                                      |                                      |                                      |                                      |
| 1981 hiver   | La Rochelle                                     | Racing Club de France                |                                      |                                      |                                      | 9 min 02 s 31 RF                     |
| 1981 été     | Dunkerque                                       | non disputé                          |                                      |                                      |                                      |                                      |
| 1982 hiver   | Toulouse                                        | Cercle des nageurs de Marseille      |                                      |                                      |                                      | 9 min 08 s 25                        |
| 1982 été     | Megève                                          | non disputé                          |                                      |                                      |                                      |                                      |
| 1983 hiver   | Tours                                           | Cercle des nageurs de Marseille      |                                      |                                      |                                      | 9 min 10 s 09                        |
| 1983 été     | Bordeaux                                        | non disputé                          |                                      |                                      |                                      |                                      |
| 1984 hiver   | Strasbourg                                      | SFOC                                 |                                      |                                      |                                      | 9 min 05 s 29                        |
| 1984 été     | Paris Georges Vallerey                          | non disputé                          |                                      |                                      |                                      |                                      |
| 1985 hiver   | Aix-en-Provence                                 | Cercle des nageurs de Marseille      |                                      |                                      |                                      | 9 min 07 s 17                        |
| 1985 été     | Dunkerque                                       | non disputé                          |                                      |                                      |                                      |                                      |
| 1986 hiver   | Rennes                                          | Cercle des nageurs de Marseille      |                                      |                                      |                                      | 8 min 59 s 37 RF                     |
| 1986 été     | Millau                                          | non disputé                          |                                      |                                      |                                      |                                      |
| 1987 hiver   | Mulhouse                                        | Racing Club de France                |                                      |                                      |                                      | 8 min 57 s 14 RF                     |
| 1987 été     | Strasbourg                                      | non disputé                          |                                      |                                      |                                      |                                      |
| 1988 hiver   | Vittel                                          | Racing Club de France                |                                      |                                      |                                      | 8 min 53 s 25 RF                     |
| 1988 été     | Dunkerque                                       | non disputé                          |                                      |                                      |                                      |                                      |
| 1989 hiver   | Forbach                                         | Racing Club de France                |                                      |                                      |                                      | 8 min 48 s 23 RF                     |
| 1989 été     | Paris Georges Vallerey                          | non disputé                          |                                      |                                      |                                      |                                      |
| 1990 hiver   | La Rochelle                                     | Racing Club de France                |                                      |                                      |                                      | 8 min 49 s 29                        |
| 1990 été     | Narbonne                                        | non disputé                          |                                      |                                      |                                      |                                      |
| 1991 hiver   | Saint-Étienne                                   | Racing Club de France                |                                      |                                      |                                      | 8 min 45 s 61 RF                     |
| 1991 été     | Millau                                          | non disputé                          |                                      |                                      |                                      |                                      |
| 1992 hiver   | Dunkerque                                       | Racing Club de France                |                                      |                                      |                                      | 8 min 41 s 74 RF                     |
| 1992 été     | Mennecy                                         | non disputé                          |                                      |                                      |                                      |                                      |
| 1993 hiver   | Mennecy                                         | Racing Club de France                |                                      |                                      |                                      | 8 min 43 s 60                        |